# Северноамериканска сладководна атерина
Северноамериканските сладководни атерини (Labidesthes sicculus) са вид актиноптери от семейство Атеринопсови (Atherinopsidae).
Северноамериканските сладководни атерини са малки риби с почти прозрачно тяло, типични за Северна Америка. Обитават сладководни води, срещат се при температури от 5 до 20 °C. Средната им дължина е 8,4 см, максималната – 13 см. За вида е характерна сребриста ивица от двете страни на тялото. Labidesthes sicculus се среща в бавно течащи води с водна растителност. Храни се със зоопланктон. Средната продължителност на живота е 2 години. Те са незастрашен вид.
Таксонът е описан за пръв път от Едуард Дринкър Коуп през 1865 година.